# نادژدا میخالکووا
نادژدا میخالکووا (انگلیسی: Nadezhda Mikhalkova؛ زادهٔ ۲۷ سپتامبر ۱۹۸۶) یک هنرپیشه اهل روسیه است. وی از سال ۱۹۹۴ میلادی تاکنون مشغول فعالیت بوده‌است.
از فیلم‌ها یا برنامه‌های تلویزیونی که وی در آن نقش داشته است می‌توان به آفتاب‌سوخته اشاره کرد.